# Gary Horowitz
Gary T. Horowitz (* 14. April 1955 in Washington, D.C.) ist ein US-amerikanischer theoretischer Physiker, der sich mit Stringtheorie und Quantengravitation beschäftigt.
Horowitz studierte an der Princeton University (Bachelor 1976) und promovierte 1979 an der University of Chicago bei Robert Geroch. Danach war er als Post-Doc an der University of California, Santa Barbara und der Oxford University (als NATO Fellow). 1981 bis 1983 war er als Einstein Fellow am Institute for Advanced Study. 1983 wurde er Assistant Professor, 1986 Associate Professor und 1990 Professor an der University of California in Santa Barbara.
Horowitz beschäftigt sich mit Untersuchung von Gravitations-Erscheinungen, zum Beispiel Schwarzen Löchern, in der Stringtheorie. In seiner Arbeit über Schwarze Löcher in der Stringtheorie arbeitete er in den 1990er Jahren unter anderem mit Andrew Strominger  und Joseph Polchinski. Damals gelang für spezielle (extremale) Schwarze Löcher der Nachweis, dass sie in der Stringtheorie die Bekenstein-Hawking-Entropie-Formeln erfüllen (Strominger, Cumrun Vafa, Horowitz u. a.).
1985 veröffentlichte er eine einflussreiche Arbeit mit Philip Candelas, Andrew Strominger und Edward Witten über die Kompaktifizierung von Superstrings in Calabi-Yau-Räumen.
Mit Strominger war er auch einer derjenigen, die Hinweise auf Brane-Lösungen der Stringtheorie Anfang der 1990er Jahre fanden.
Er beschäftigt sich auch mit AdS/CFT-Korrespondenz und deren Anwendung zum Beispiel auf Supraleiter (holographische Supraleiter).
1982 erhielt er den ersten Preis mit M. Perry im Essay-Wettbewerb der Gravity Research Foundation. 1985 bis 1989 war er Sloan Research Fellow. Er ist seit 2002 Fellow der American Physical Society (APS), seit 2010 Mitglied der National Academy of Sciences und seit 2013 Mitglied der American Academy of Arts and Sciences. 1993 erhielt er den Xanthopoulos-Preis, 2023 den Einstein-Preis der APS. 2025 wurde er mit der Dirac-Medaille (ICTP) ausgezeichnet.

## Schriften
- Spacetime in string theory, 2004
- Quantum gravity at the turn of the millennium, 9. Marcel Grossmann Meeting 2000
- mit S. Teukolsky: Black Holes, in S. Bederson (Hrsg.): More things in heaven and earth - a celebration of physics at the millennium, Springer 1999
- Quantum states of black holes, in Robert Wald (Hrsg.): Black holes and relativistic stars, University of Chicago Press 1998
- mit Joseph Polchinski: Gauge/gravity duality, in D. Oriti: Approaches to quantum gravity, Cambridge University Press 2009
- Herausgeber: Black holes in higher dimensions, Cambridge University Press 2012